# Manokwari (Regierungsbezirk)
Manokwari ist ein indonesischer Regierungsbezirk (Kabupaten) in der indonesischen Provinz Papua Barat auf der Insel Neuguinea. Stand 2020 leben hier circa 191.600 Menschen. Der Regierungssitz des Kabupaten Manokwari ist die gleichnamige Stadt Manokwari.

## Geographie
| Distrikt Distrik  | Dörfer Kampung/ Kelurahan | Fläche [km²] | Einwohner 2020 | Bevölkerungs- dichte |
| ----------------- | ------------------------- | ------------ | -------------- | -------------------- |
| Manokwari Barat   | 10                        | 66,51        | 95,659         | 1.438                |
| Manokwari Selatan | 18                        | 205,71       | 23.781         | 116                  |
| Manokwari Timur   | 7                         | 20,50        | 12.531         | 611                  |
| Manokwari Utara   | 22                        | 272,99       | 4.799          | 18                   |
| Masni             | 33                        | 385,88       | 17.065         | 44                   |
| Prafi             | 16                        | 195,75       | 18.312         | 94                   |
| Sidey             | 12                        | 226,46       | 6.095          | 27                   |
| Tanah Rubuh       | 24                        | 191,94       | 3.640          | 19                   |
| Warmare           | 31                        | 163,75       | 9.775          | 60                   |

Manokwari liegt im Norden der Provinz Papua Barat auf der Vogelkophalbinsel. Dort bildet es das nordöstliche Ende der Halbinsel. Im Süden grenzt es an die Regierungsbezirke Pegunungan Arfak und Manokwari Selatan. Im Westen grenzt es an den Kabupaten Tambrauw und der Norden wird vom Meer abgegrenzt. Administrativ unterteilt sich Manokwari in neun Distrikte (Distrik) mit 164 Dörfern (Kampung) und neun Kelurahan.

## Einwohner
2020 lebten in Manokwari 191.657 Menschen. Die Bevölkerungsdichte beträgt 60 Personen pro Quadratkilometer. 57 Prozent der Einwohner sind Protestanten, 37 Prozent Muslime und 6 Prozent Katholiken.